# Батезат, Афанасий Михайлович
Афана́сий Миха́йлович Батезат (1875—?) — русский военный деятель, полковник (1916). Герой Первой мировой войны.

## Биография
В 1892 году вступил в службу вольноопределяющимся II разряда. В 1896 году после окончания Одесского военного училища произведён в подпоручики и выпущен в 73-й Крымский пехотный полк. В 1900 году произведён в поручики, в 1904 году — в штабс-капитаны, в 1908 году — в капитаны.
С 1914 года — участник Первой мировой войны, подполковник, с 1916 года — полковник, штаб-офицер 73-го Крымского пехотного полка, был ранен. С 1917 года — командир 32-го Сибирского стрелкового и 34-го Сибирского стрелкового запасного полков, был начальником гарнизона города Омска. Высочайшим приказом от 19 марта 1917 года за храбрость награждён Георгиевским оружием :
Полковнику 73-го пехотного Крымского полка: ныне назначенному в резерв чинов при штабе Московского военного округа, Афанасию Батезату за то, что, будучи в чине подполковника, в бою 19-го декабря 1915 года у сел. Раранче, командуя батальоном, под ураганным артиллерийским, ружейным и пулемётным огнём противника, увлекая за собой батальон, преодолев 21 ряд проволочных заграждений, выбил неприятеля из окопов. При атаке второй линии был ранен, но остался в строю и только тогда, когда убедился, что эта линия прочно занята, допустил отвести себя на перевязочный пункт
После Октябрьской революции 1917 года — в РККА и в составе белого движения на Востоке России. С 1919 года командовал 1-м кадровым полком и Сибирским 41-м стрелковым полком.

## Награды
- Орден Святого Станислава 3-й степени (1907)
- Орден Святой Анны 3-й степени (1911)
- Орден Святой Анны 4-й степени «За храбрость» (ВП 04.03.1915)[2]
- Орден Святого Владимира 4-й степени с мечами и бантом (ВП 06.03.1915)
- Орден Святой Анны 2-й степени с мечами (ВП 11.01.1916)
- Георгиевское оружие (ВП 19.03.1917)